# Bundesautobahn 524
Die Bundesautobahn 524 (Abkürzung: BAB 524) – Kurzform: Autobahn 524 (Abkürzung: A 524) – ist eine sieben Kilometer lange Bundesautobahn, die von Duisburg-Huckingen zum Autobahndreieck Breitscheid führt. Sie ist in den 1980er Jahren aus der Bundesstraße 288 (B 288) hervorgegangen, die seinerzeit von Krefeld vollständig bis zum Autobahndreieck Breitscheid führte.
Der Ausbau der zuvor vierstreifigen B 288 zur A 524 von Rahm aus in westlicher Richtung bis zum neuen Autobahnkreuz Duisburg-Süd wurde vom Jahr 2010 bis November 2014 durchgeführt; dieser Abschnitt wurde im Bundesverkehrswegeplan als „vordringlicher Bedarf“ geführt. Das östliche Teilstück vom derzeitigen Autobahnende bis zum neuen Kreuz sollte zusammen mit dem Kreuz im Jahr 2013 eröffnet werden, der Anschluss an die neue B 8 sollte bereits 2012 fertiggestellt sein.
Die A 524 endet im Bereich der Anschlussstelle Duisburg-Huckingen, wo sie in die B 288 übergeht. Der Ausbau des Autobahnkreuzes Duisburg-Süd, welches die A 524 mit der A 59 beziehungsweise B 8 kreuzt, wurde im November 2014 abgeschlossen.

## Ausblick
Der Ausbau des restlichen Stücks der B 288 über den Rhein bis zur A 57 gehört lediglich zum „weiteren Bedarf“. Stand Ende 2023 ist der Ausbau der B 288 zur Autobahn bis kurz vor Duisburg-Serm abgeschlossen; das Autobahnende befindet sich damit unmittelbar hinter der Anschlussstelle Duisburg-Huckingen.
Ob und wann die vorhandenen Pläne zum weiteren Ausbau bis zur A 57 zur Umsetzung gelangen, ist derzeit offen. Laut der Bauleitung des letzten Ausbauprojekts ist mit dem nächsten Teilabschnitt bis vor die Rheinbrücke frühestens 2030 zu rechnen.
Für den weiteren Verlauf würde zusätzlich zur vorhandenen denkmalgeschützten Krefeld-Uerdinger Brücke eine neue Rheinbrücke benötigt. Die Durchquerung Mündelheims soll wahrscheinlich als Trog oder Tunnel ausgeführt werden.

## Auswirkungen
Zu den Auswirkungen der neuen A 524 gehört die Aufhebung der bisherigen Geschwindigkeitsbegrenzung in Höhe der Angermunder Straße (Duisburg-Rahm). Rahm wird bereits von einer Schnellfahrstrecke der Deutschen Bahn durchquert, auf der Züge mit bis zu 200 km/h fahren. Die hierdurch bereits bestehende Lärmbelastung wird durch die Aufhebung noch verstärkt.
Eine weitere Auswirkung war der Abbruch der alten Ölmühle am Verloher Kirchweg. Diese fristete zuvor ein Schattendasein. Trotz starker baulicher Veränderungen besaß sie einen mittelalterlichen Kern, der archäologisch nur unzureichend erforscht ist. Vermutet werden dort unter anderem Teile der alten Ölmühlentechnik. Der Abriss der oberirdischen Gebäudeteile erfolgte im Mai 2014.
Auf der anderen Seite erhöht der Ausbau der B 288 zur A 524 die Verkehrssicherheit, weil die Fahrtrichtungen nun durch einen Mittelstreifen getrennt werden und ein Seitenstreifen zur Verfügung steht. Neue Lärmschutzwände sollen die Anwohner vor den Immissionen des Autoverkehrs schützen. Als Ausgleich für den Eingriff in die Natur legt Straßen.NRW 32 Hektar so genannter Ausgleichsflächen an.

## Umbenennungen
Bis 2003 war auch ein Teil der Anschlussstelle Krefeld-Oppum (AS-Nummer 14) der A 57 als A 524 benannt. An dieser in Form eines Autobahndreiecks ausgebauten Abfahrt sollte sich die A 57 mit der A 524 kreuzen.